# Weapon in Mind
Weapon in Mind è un album in studio della cantante norvegese Maria Mena, pubblicato nel 2013.

## Tracce
1. Interesting – 3:02
2. Fuck You – 3:14
3. All The Love – 3:41
4. I Always Liked That – 3:41
5. Madness – 3:08
6. I Love You Too – 2:54
7. You Make Me Feel Good – 3:07
8. Caught Off Guard, Floored By Love – 3:46
9. You're All Telling Stories – 3:51
10. Lover Let Me In – 3:34
11. I'm Only Human – 3:06
12. You Hurt The Ones You Love (I Don't Believe That) – 3:04
13. The End – 3:02